# Falange

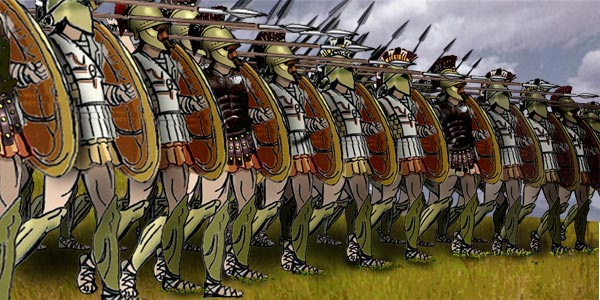
Una reconstrucción moderna de soldados griegos en formación de falange.

En las ciencias militares, la falange (en griego antiguo: φάλαγξ; plural φάλαγγες, phalanges) fue una formación táctica rectangular masiva, generalmente consistente en un bloque de infantería pesada fuertemente armada con lanzas, picas, sarisas o armas de asta similares, hombro con hombro y en varias filas. Desarrollada plenamente por los antiguos griegos, sobrevivió con modificaciones hasta la era de la pólvora y se considera hoy en día el inicio del desarrollo militar europeo.
La falange fue una organización táctica para la guerra desarrollada en la Antigua Grecia (con base en estructuras sumerias) y luego imitada por varias civilizaciones mediterráneas. Por extensión, los autores antiguos suelen llamar falange a cualquier ejército que combate formando una única fila de combatientes muy próximos entre sí, al estilo de la falange clásica, que formaba así con una profundidad de entre 8 y 16 guerreros. El término es de origen griego, φάλαγξ (phálanx), que se usaba para la formación defensiva utilizada por los hoplitas, que constituían la falange clásica.
Los hoplitas griegos, soldados de infantería fuertemente armados que comandaban la falange, estaban equipados con un escudo redondo, un pesado corselete de cuero y metal, grebas (protección de espinillas), una pica de 2,4 metros para estocadas y una espada de doble filo de 60 centímetros. Dado que la falange se mantenía en filas sólidas y estaba dividida únicamente en el centro y las alas, generalmente no era necesario un cuerpo de oficiales. Toda la línea avanzaba al compás de la flauta. Esta formación fomentaba la cohesión entre las tropas que avanzaban y presentaba un espectáculo aterrador al enemigo, pero era difícil de maniobrar y, si era penetrada por formaciones enemigas, se convertía en poco más que una turba.

## El términophálanxen la Época Arcaica

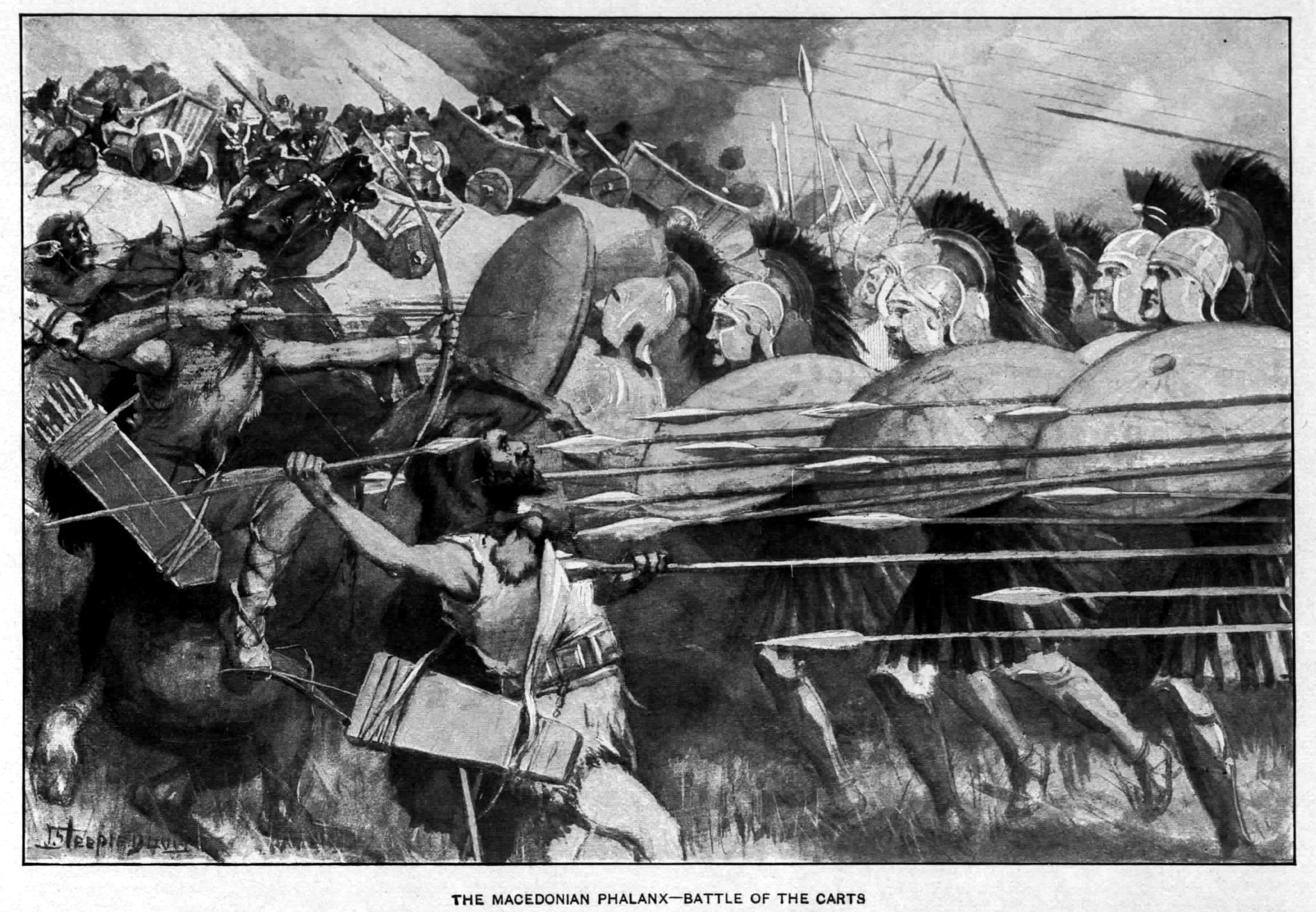
La falange macedonia repeliendo un ataque. Los ataques desorganizados de otros pueblos más bárbaros no eran rivales para la organizada fila de la falange.

El término phálanx es antiguo en la literatura de la Antigua Grecia. Abunda en Homero y aunque con menos frecuencia se halla a lo largo de esta época. 
Parece que el término proviene de la raíz indoeuropea *bhel, con el significado de «hincharse, crecer», con un sufijo nasal -ng. En la tradición etimológica antigua se refería sobre todo a un segmento o fragmento alargado y sólido de cualquier material, a veces de forma cilíndrica. En el ámbito militar está relacionado con su forma rectangular, al hacer referencia a «segmentos» del ejército. 
Sin embargo, no se puede concluir de los usos del término y de su mera existencia en la literatura arcaica que las phálanges homéricas y arcaicas fueran un «segmento alargado». En la Ilíada aparece el término phálanx 34 veces y en todas menos una, en plural.

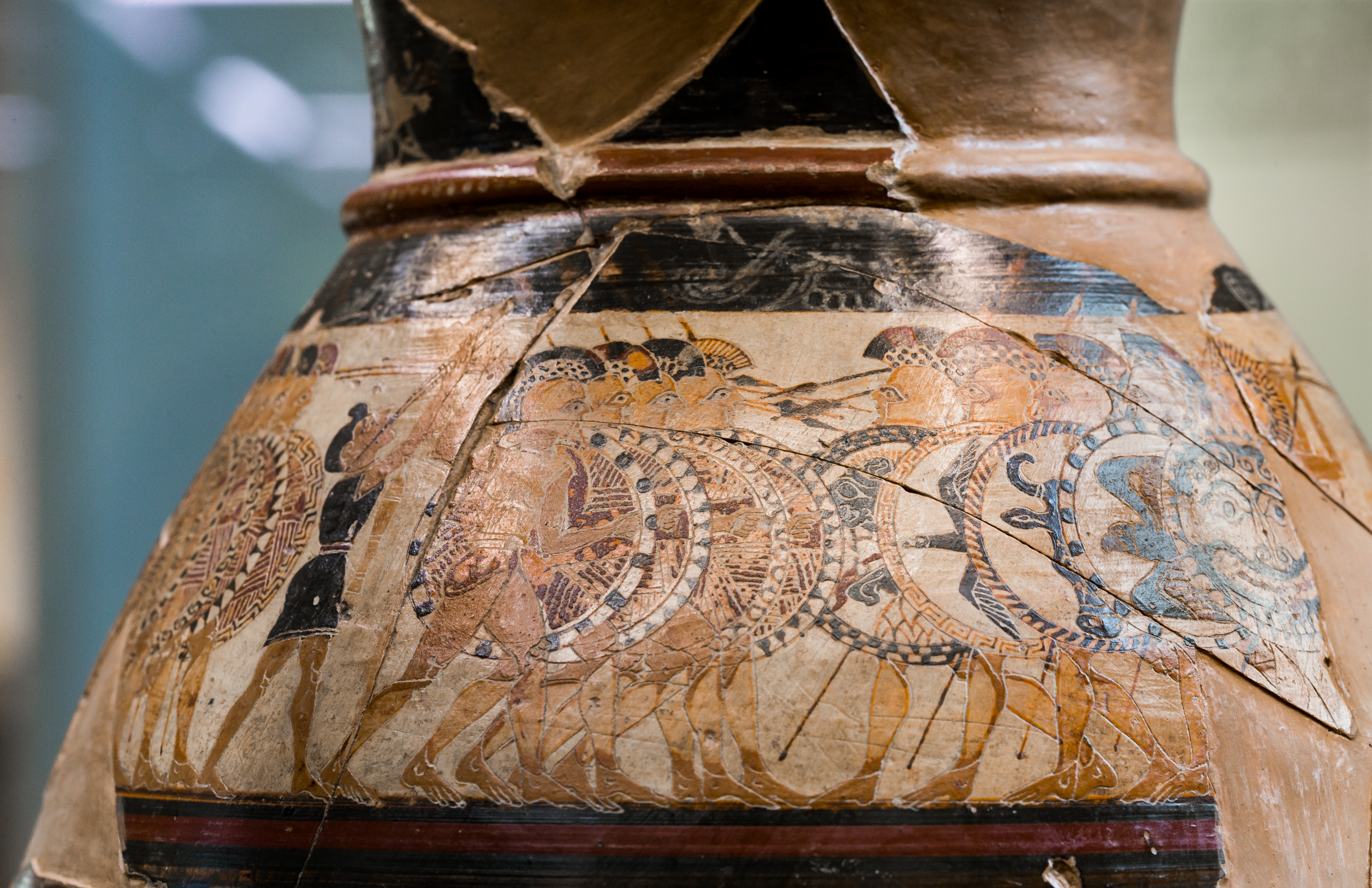
Detalle del olpe de Chigi que representa a los hoplitas en formación de falange (Museo Nacional Etrusco, Roma)

En otras fuentes literarias, en el lapso de dos siglos el término solo aparece en cuatro ocasiones: en Hesíodo, en Teogonía 676 y 935; en Tirteo fr.12.21, y en Mimnermo 14.3. En estas menciones el término está en plural y «no se refiere a una unidad concreta, con un número determinado de efectivos o una formación táctica específica, sino que es un modo amplio de designar a las tropas».
En la épica y la lírica las falanges son unidades que evolucionan con rapidez e iniciativa por el campo de batalla, frente a la unidad cohesionada, en formación cerrada y en filas, de la época clásica.

## El términophálanxen la época clásica
No existe ninguna cita del siglo V a. C. a este término, ni en singular ni en plural como formación militar. Heródoto solo la nombra una vez en su sentido etimológico, y el resto de autores no la recogen en su acepción militar. 
El primero que designa a la phálanx, hasta 60 veces, como formación pesada de infantería es Jenofonte, y lo hace en singular. En general, el escritor ateniense denomina como phálanx al cuerpo de soldados griegos de infantería pesada formados en líneas, que normalmente ocupa el centro del campo de batalla y juega el papel más representativo en el combate.

## La falange de la época clásica
La falange clásica estaba formada por hoplitas.
En una primera etapa, desde el siglo VII a. C. hasta la guerra del Peloponeso a finales del siglo V a. C., la falange está formada exclusivamente por ciudadanos de las polis griegas que combaten para defender su ciudad y su estatus social. La idea de la falange en sí no es solo militar, sino que es una expresión de comunidad entre iguales. Aquel que quisiera destacar en combate saliendo de la fila, ponía en peligro su vida al no tener compañeros que protegieran sus costados y, al mismo tiempo, ponía en peligro a la falange al dejar un hueco por el que puede ser rota la línea. No había sitio para combates individuales heroicos al estilo de los narrados por Homero.
Ser hoplita era además un honor, ya que implicaba un estatus social importante en la polis y suponía un cierto gasto para el ciudadano, que debía costear su equipo. Solo los muy ricos podían permitirse un equipo defensivo completo de hierro, y posiblemente los de las últimas filas eran aquellos que no podían costearse equipos completos de calidad.
Durante la guerra del Peloponeso, la falange perdió buena parte de este significado social al ser preciso, por la larga duración de las guerras, reclutar mercenarios, guerreros que luchaban por un sueldo. Así aparece la infantería ligera, conocida genéricamente por peltastas, que combatían ligeramente armados o empleaban hondas, arcos, etc. para hostigar al enemigo y cuyo nombre deriva de pelta, un característico escudo de forma ovalada.

Principio de acción de una falange oblicua.

La disposición de las falanges tebana y espartana en la batalla de Leuctra.

En lo que podemos considerar el final militar de la Grecia Clásica, el modelo exclusivamente hoplítico fue aplastado definitivamente cuando el estratego Epaminondas, al mando del ejército de Tebas, derrotó a la clásica falange hoplítica de Esparta con un ejército numéricamente inferior en Leuctra (371 a. C.) Epaminondas logró este éxito gracias a su gran innovación táctica, que consistía en disponer el grueso de la falange, formado por hoplitas, en un ángulo oblicuo, de derecha a izquierda del campo, y concentrar en la izquierda un cuadro de hoplitas de medio centenar de hombres de profundidad que rompía la línea de la falange enemiga, mucho menos profunda. Gracias a la formación en ángulo, la falange tebana desbordaba al contrario por ese punto y lo envolvía. Este modelo fue denominado «martillo». 
La caballería y la infantería ligera cobraban gran importancia al defender los flancos del cuadro que producía la ruptura, para no ser envuelto por el enemigo antes del contacto y contribuían a envolverlo posteriormente.

## Filipo II de Macedonia

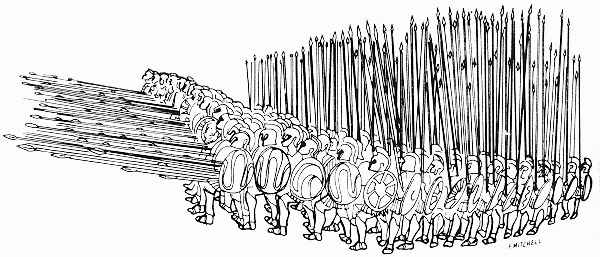
Dibujo de la formación de la falange macedonia

La siguiente (e importantísima) innovación corrió a cargo del rey macedonio Filipo II, padre de Alejandro Magno, hacia la mitad del siglo IV a. C. Rehén en Tebas después de las victorias de Epaminondas sobre las principales ciudades griegas, Filipo aprendió las tácticas tebanas y volvió a Macedonia dispuesto a mejorarlas. El soldado o pezhetairoi pasó así a portar una lanza de 6 m de largo, la sarissa que tenía que manejar con ambas manos, y a aligerar el peso del escudo, que debía ir colgado del cuello. De las primeras filas salía así un bosque de lanzas que ensartaba cualquier cosa que se acercara, desde infantería hasta elefantes.
Además, Filipo cambió la estructura de la falange, agrupando a los hombres en cuadros independientes de 16 hoplitas de frente por 16 de profundidad (256 hombres) denominados syntagmas y cada falange se dividía en dos alas de 32 syntagmas cada una, es decir, 16 384 hombres en total, bajo el mando de un stratego. Esta división permitía mayor flexibilidad en combate y fue la que posibilitó a su hijo Alejandro conquistar desde la península de Anatolia hasta el norte de la India, cobrando muchísima importancia la caballería y la infantería ligera en los movimientos envolventes, aunque la falange seguía constituyendo el grueso del ejército.
Tenía, sin embargo, sus defectos: la falange macedonia solo operaba bien en terreno llano, y a pesar de su solidez, era muy sensible a un ataque por el flanco o por la retaguardia.

## Legión romana
Toda formación táctica tiene su final. El de la falange fue la aparición de la legión romana, mucho más flexible, ya que la primera no tenía buena movilidad. La falange al estilo macedonio de Pirro, rey del Epiro, invadió Italia en el siglo III a. C. y derrotó a las primeras legiones romanas, pero la legión se retiraba del campo con pocas pérdidas. Posteriormente durante ese siglo I y el II a. C., Roma derrotó a Cartago, que tenía falanges mercenarias como parte de su ejército, aunque no eran su fuerza principal. Finalmente, en la batalla de Pidna, junto al monte Olimpo en Grecia, año 168 a. C., la legión romana aplastó totalmente a la falange del rey Perseo, mostrando la obsolescencia de esta formación, imitadísima por todo el Mediterráneo. 
En Pidna, inicialmente la falange logró imponerse a la legión en un reñido combate, donde los legionarios eran incapaces de abrirse paso entre las picas; sin embargo, al retroceder, los romanos llevaron accidentalmente a la falange a un terreno irregular, lo que unido al "tira y afloja" del combate creó pequeños huecos en el bosque de lanzas de la falange. El general romano aprovechó la flexibilidad de los legionarios, capaces de luchar en unidades pequeñas o solos, para explotar estos huecos, rompiendo la formación de la falange. De no haber entrado en terreno difícil, es muy posible que la falange hubiera vencido.
Más clara fue la ventaja de la legión en la batalla de Magnesia, en la que el rey Antíoco III fue derrotado por Lucio Cornelio Escipión. La batalla que es reconocida actualmente como la derrota definitiva de la falange, Cinoscéfalos, aunque su reputación resulta algo exagerada. Dadas las estrategias y ubicaciones de ambos ejércitos, la victoria romana fue tan solo un golpe de suerte para el bando latino: la causa principal de la derrota del ejército macedonio no fue la formación en falange, sino la falta de rapidez del flanco izquierdo para formarse, lugar desde el cual los romanos abrieron una brecha fatal para ganar la batalla.